# Julius Meßmer
Julius Meßmer (vollständiger Name: Johannes Baptist Julius Anton Meßmer) (* 9. August 1838 in Baden-Baden; † 26. August 1911 ebenda) war ein Ministerialbeamter im Herzogtum Sachsen-Coburg und Gotha.

## Leben
Julius Meßmer studierte an der Polytechnischen Schule Karlsruhe. 1857 wurde er Mitglied des Corps Bavaria Karlsruhe. Nach Abschluss des Studiums trat er in die Dienste des Herzogtums Sachsen-Coburg und Gotha. 1865 war er Farminspektor, 1884 Güterdirektor in der Farmverwaltung zu Callenberg. 1890 war er als Geiheimer Finanzrat Mitglied in der Ministerial-Abteilung für Coburg. 1897 war er als Ministerialrat Mitglied des Gesamtministeriums und Vorstand der Domänen-Abteilung Coburg. 1901 war er als Staatsrat Mitglied des Gesamtministeriums und als Departementschef Vorstand des Departements für Domänen und Domänenforsten der Ministerialabteilung Coburg. Als Geimer Staatsrat war er 1907 im Ruhestand.

## Auszeichnungen
- Ritterkreuz 2. Klasse des Herzoglich Sachsen-Ernestinischen Hausordens[9]
- Portugiesischer Christusorden 3. Klasse[10]
- Ehrenkreuz des Hausordens vom Weißen Falken des Großherzogtums Sachsen-Weimar-Eisenach[11]
- Herzog-Ernst-Medaille (am Bande im Knopfloch)[12]
- Ritterkreuz 1. Klasse des Ordens vom Zähringer Löwen[13]
- Komturkreuz 1. Klasse (mit Stern) des Bulgarischen Zivilverdienstordens[14]
- Preußischer Roter Adlerorden 3. Klasse[15]
- Komturkreuz 2. Klasse des Herzoglich Sachsen-Ernestinischen Hausordens[16]
- Medaille zur Erinnerung an die silberne Hochzeit Herzog Alfreds[17]